# Cibercondría
La cibercondría, también conocida como “compucondria”, es la asunción infundada de enfermedades por la sintomatología común, basada en la revisión de los resultados de búsqueda y literatura en línea.

Los artículos de los medios populares sitúan la cibercondría en diversos lugares: desde el exceso neurótico temporal hasta la hipocondría. La cibercondría es una preocupación creciente en muchos profesionales de la salud, ya que los pacientes tienen a su alcance buscadores y pueden investigar todos y cada uno de los síntomas de una enfermedad o trastorno y manifestar un estado de ansiedad como consecuencia.

## Derivación y uso
- El término cyberchondria es un neologismo derivado de los términos cyber- y hypocondria. Investigadores de Harris Interactive aclararon la etimología de cibercondría, y afirman que el término no es necesariamente peyorativo.[3]

Un artículo de la revista Journal of Neurosurgery, & Psychiatry de 2003, afirma que el término cibercondria fue utilizado en 2001 en un artículo del diario inglés The Independent para describir “el aumento de la ansiedad por enfermedades debido al excesivo uso y consulta de webs de salud”. La BBC también utilizó este término en abril de 2001, así como el libro de Elaine Showalter de 1997, quien afirma que internet es una nueva forma de difundir ideas patógenas, que sirven de base a aquellos que sufren cibercondría y hipocondría en general.

## Estudios
El primero estudio sistemático de cibercondría, de noviembre del 2008,  fue realizado por investigadores de Microsoft, Ryen White y Eric Horvitz, quienes condujeron un estudio a larga escala que incluía diferentes fases de análisis. The New York Times cubrió el estudio. White y Horvitz definió cibercondría como “ una escala infundada de preocupaciones sobre los síntomas comunes, basados en la revisión de los resultados de búsqueda y literatura en la Web”. Analizaron un rastreo representativo de la web para coocurrencias de los síntomas de las enfermedades de contenido relacionados con el contenido de la web, así como el contenido devuelto como resultados de búsqueda de los síntomas y encontraron altas tasas que relacionaban enfermedades raras y graves ( ej. Tumor cerebral) a síntomas comunes ( ej. dolor de cabeza).
También analizaron registros anónimos de gran escala de consultas a todos los motores de búsqueda populares y observaron la coincidencia de un aumento de consultas de quejas comunes a consultas sobre enfermedades relacionadas. Ellos caracterizaron la naturaleza de las escalas dentro de una sesión específica y también encontraron que la consulta sobre trastornos ( llegada a través de una escala de búsqueda) podría continuar en otras sesiones durante días, semanas y meses y que las consultas podrían interrumpir actividades de búsqueda no médicas. Por último, los investigadores realizaron una encuesta a más de 500 personas que confirmó la prevalencia de la ansiedad médica y probó diferentes aspectos del fenómeno. La encuesta señaló que una parte significativa de los sujetos consideró la clasificación de una lista de resultados en una consulta médica como de alguna manera relacionados con la probabilidad de trastornos relevantes. Los investigadores destacan la diferencia entre la información proporcionada por los enfoques estándar de "relevancia" utilizados por los motores de búsqueda en los resultados de clasificación y las respuestas a las preguntas médicas, especialmente cuando los buscadores están buscando probabilidades de diferentes explicaciones. Señalan la importancia potencial de los hallazgos extraídos de la psicología del juicio en su trabajo. En particular, señalan que los "sesgos de juicio" previamente estudiados juegan un papel en la cibercondria. Los investigadores destacaron los potenciales sesgos de la disponibilidad (la frecuencia y la densidad de la exposición de alguien a los eventos eleva la probabilidad evaluada de los eventos) y el abandono de la tasa básica (la gente a menudo no considera apropiadamente la baja probabilidad previa de eventos al evaluar la probabilidad de Eventos cuando revisan la evidencia en apoyo del evento) que influyen tanto en los motores de búsqueda como en las personas que buscan en la web. El sesgo de confirmación, una tendencia de las personas a confirmar sus preconcepciones o hipótesis, también puede contribuir a la cibercentena.
White y Horvitz presentan hallazgos adicionales de su encuesta de 500 personas sobre las experiencias de las personas con la investigación en línea de las preocupaciones médicas y el autodiagnóstico. En un artículo publicado en los resultados del Simposio 2009 de la American Medical Informatics Association. Encontraron que en general, la gente se reporta a tener un bajo nivel de ansiedad en la salud, pero que la escalada en la Web de preocupaciones ocurre con frecuencia por alrededor de una de cada cinco personas. Dos de cada cinco personas informan que las interacciones con la Web aumentan la ansiedad médica y aproximadamente la mitad de las personas informan que reduce la ansiedad. Rasgos como el nivel de ansiedad general de una persona y sus predisposiciones a la ansiedad pueden contribuir a los niveles de ansiedad médica experimentada ya la probabilidad de escalamiento médico inducido por la Web. White y Horvitz sugieren que los proveedores de contenido web sean conscientes de su potencial para aumentar la ansiedad médica y considerar las ramificaciones de publicar información médica alarmante, enfatizar la importancia del contenido web para facilitar la interacción médico-paciente y recomendar encuestas y análisis periódicos con diferentes cohortes. Rastrear los cambios en las experiencias de búsqueda de salud a lo largo del tiempo. 
En un artículo que se publica en los debates del 2010 ACM Grupo de Interés Especial sobre la Conferencia de Recuperación de Información, White y Horvitz presentan la investigación sobre la predicción de escalaciones en las preocupaciones médicas sobre la base de la estructura y el contenido de las páginas web encontradas durante las sesiones de búsqueda médica. Construyen y luego caracterizan el rendimiento de los clasificadores que predicen si se producirá una escalada en las consultas emitidas después de la visita a una página. Sus hallazgos demuestran que las características tales como enfermedad grave antes de explicaciones benignas en la página (por ejemplo, el cáncer se menciona antes de la cafeína en las páginas relativas a los dolores de cabeza), enfermedad grave vs explicación benigna aparece en el título de la página o cerca del comienzo de la página, Y la página tiene verificación externa son todos los predictores importantes de escalada posterior (o no-escalada).